# Pokrajina Milano
Pokrajina Milano (v italijanskem izvirniku Provincia di Milano [provìnča di milàno]) je bila do leta 2015 ena od dvanajstih pokrajin, ki so sestavljale italijansko deželo Lombardijo. Meji na severu s pokrajinama Varese in Monza e Brianza, na vzhodu s pokrajinami Bergamo, Cremona in Lodi, na jugu s pokrajino Pavia in na zahodu z deželo Piemont. Januarja 2015 so jo poimenovali Metropolitansko mesto Milano. Šteje več kot 3 milijone prebivalcev.

## Večje občine
Glavno mesto je Milano, ki šteje okoli 1,3 milijona prebivalcev, medtem ko so ostale večje okoliške občine manj obljudene (največja med njimi, Monza, je več kot 10 x manjša) (podatki 31.12.2006):
| Mesto              | Prebivalcev |
| ------------------ | ----------- |
| Milano             | 1.299.439   |
| Monza              | 122.263     |
| Sesto San Giovanni | 83.415      |
| Cinisello Balsamo  | 73.935      |
| Legnano            | 56.157      |
| Rho                | 51.181      |
| Cologno Monzese    | 47.753      |

## Naravne zanimivosti
Seznam zaščitenih področij v pokrajini:
- Regijski park Valle del Ticino (Parco naturale lombardo della Valle del Ticino)
- Regijski park Valle del Lambro (Parco regionale della Valle del Lambro)
- Regijski park Adda Nord (Parco dell'Adda Nord)
- Regijski park Groane (Parco delle Groane)
- Regijski park Nord Milano (Parco Nord Milano)
- Regijski park Sud Milano (Parco Agricolo Sud Milano)
- Naravni rezervat Vanzago (Riserva naturale Bosco W.W.F. di Vanzago)
- Mokrišče Sorgenti della Muzzetta (Riserva naturale Sorgenti della Muzzetta)
- Naravni rezervat Fontanile Nuovo (Riserva naturale Fontanile Nuovo)

## Zgodovinske zanimivosti
Milanska pokrajina se že desetletja bori z demografskimi in urbanizacijskimi problemi. Prebivalstvo narašča in mesta se širijo, kar povzroča težave v administraciji. Zato se je sprva odcepila skupina občin, ki je leta 1992 postala Pokrajina Lodi. Nato je bila ustanovljena Pokrajina Monza e Brianza, ki bo do leta 2009 prevzela nadaljnjih 55 občin. Tretji korak bo ustanovitev velemesta (it. metropoli ali città metropolitana), o čemer je že razpravljal državni senat. Po predvidevanjih bi velemesto zajemalo 134 občin današnje pokrajine plus devet novih občin, na katere bi se razdelil današnji center Milana.